# Estnisches Alphabet
Das estnische Alphabet (estnisch eesti tähestik) basiert auf dem lateinischen Alphabet. Es beruht auf dem Prinzip der phonetischen Orthographie.

## Buchstaben
Das estnische Grundalphabet enthält 27 Buchstaben. Sie lauten in der amtlichen Reihenfolge
Aa, Bb, Dd, Ee, Ff, Gg, Hh, Ii, Jj, Kk, Ll, Mm, Nn, Oo, Pp, Rr, Ss, Šš, Zz, Žž, Tt, Uu, Vv, Õõ, Ää, Öö, Üü

## Besonderheiten
Die beiden Buchstaben mit Hatschek – Šš und Žž – können durch sh und zh ersetzt werden.
Die vier Buchstaben Ff, Šš, Zz und Žž kommen nur in Fremdwörtern und Eigennamen vor.

## Fremde Buchstaben
Die fünf Buchstaben
Cc, Qq, Ww, Xx und Yy
sind ebenfalls im estnischen Alphabet zugelassen. Sie finden sich allerdings nur in nicht-estnischen Eigennamen oder fremdsprachigen Ortsbezeichnungen. Mit ihnen hat das estnische Alphabet 32 Zeichen, in der Reihenfolge angeordnet werden
Aa, Bb, Cc, Dd, Ee, Ff, Gg, Hh, Ii, Jj, Kk, Ll, Mm, Nn, Oo, Pp, Qq, Rr, Ss, Šš, Zz, Žž, Tt, Uu, Vv, Ww, Õõ, Ää, Öö, Üü, Xx, Yy. Wie im Schwedischen und Finnischen darf man v und w im Alphabet identisch einsortieren.

## Phonetische Bezeichnung der Buchstaben
| A | [ɑː]  | B | [b̥eː]                  | C | [tseː]                    | D | [d̥eː]            | E | [eː]  | F | [ef]           |
| G | [ɡ̊eː] | H | [hɑː] oder [hɑʃ]       | I | [iː]                      | J | [jotʲː]          | K | [kɑː] | L | [el]           |
| M | [em]  | N | [en]                   | O | [oː]                      | P | [peː]            | Q | [kuː] | R | [er] oder [ær] |
| S | [es]  | Š | [ʃɑː]                  | Z | [zeː], [seː] oder [tsett] | Ž | [ʒeː] oder [ʃeː] | T | [teː] | U | [uː]           |
| V | [veː] | W | [kɑksisveː]            | Õ | [ɤː]                      | Ä | [æː]             | Ö | [øː]  | Ü | [yː]           |
| X | [iks] | Y | [iɡrek] oder [ypsilon] |   |                           |   |                  |   |       |   |                |

## Entwicklung
Die Entwicklung des estnischen Alphabets stand stark unter dem Einfluss des Deutschen. Die Oberschicht Estlands war bis Ende des 19. Jahrhunderts deutschsprachig.
1637 veröffentlichte der deutschbaltische Pastor Heinrich Stahl seine Anführung zu der Esthnischen Sprach, die die Grundlage für die Entwicklung der estnischen Grammatik und Rechtschreibung legen sollte. Die ältere Schreibweise des Estnischen auf Grundlage des Hochdeutschen haben besonders Bengt Gottfried Forselius und Johann Hornung Ende des 17. Jahrhunderts geprägt.
Vor allem deutschsprachige Geistliche und Sprachwissenschaftler haben dann während des 19. Jahrhunderts zur Ausbildung der estnischen Schriftsprache beigetragen. Daher finden sich im Estnischen auch die Buchstaben ä für das Phonem [æ], ö für [ø] und ü für [y]. Anders als im Deutschen sind sie jedoch keine Umlaute, sondern eigenständige Buchstaben.
Auf den Pfarrer und Sprachwissenschaftler Otto Wilhelm Masing (1763–1832) geht der Buchstabe õ für den Vokallaut [ɤ] zurück.
Bis in die 1930er Jahre wurde v stets als w geschrieben. Dann orientierte sich die amtliche Schreibung an der finnischen Schreibweise und ersetzte w durch v.
Der estnische Sprachwissenschaftler Johannes Aavik (1880–1973) konnte sich zu Beginn des 20. Jahrhunderts mit seiner weitergehenden Forderung nicht durchsetzen, das ü durch y zu ersetzen (analog zum Finnischen). In der SMS-Sprache wird heute allerdings ü oft y geschrieben.
In der gedruckten Schrift wurde in Estland bis 1940 Fraktur verwendet, anschließend Antiqua.